# إسبيرانزا روي
إسبيرانزا روي (بالإسبانية: Esperanza Roy) هي نجمة سينما ‏ وممثلة إسبانية، ولدت في 22 نوفمبر 1935 في مدريد في إسبانيا.

## وصلات خارجية
- الموقع الرسمي
- إسبيرانزا روي على موقع IMDb (الإنجليزية)
- إسبيرانزا روي على موقع ألو سيني (الفرنسية)
- إسبيرانزا روي على موقع أول موفي (الإنجليزية)
- إسبيرانزا روي على موقع قاعدة بيانات الفيلم (الإنجليزية)
- إسبيرانزا روي على موقع كينوبويسك (الروسية)